# روجير تاج أميري
روجير تاج أميري (بالفارسية: روگير تاج اميري، تلفظ [Rūgīr-e Tāj Amīrī]) هي منطقة سكنية في محافظة فارس إيران التابعة لبلدة أشكنان مقاطعة لامرد.

## السكان
تقع هذه القرية في قسم كال وحسب تقديرات سنة 2006 كان مجموع عدد سكانها 154 نمسة يعيشون في 28 أسرة.